# Povodí
Povodí (deutsch Ensenbruck) ist ein Ortsteil der Gemeinde Třebeň (Trebendorf) im tschechischen Okres Cheb (Bezirk Eger).

## Lage
Povodí liegt rund einen Kilometer nordöstlich von Třebeň im Egerland. Straßen führen nach Dvorek (dt. Höflas) und Lesina (dt. Hart). Die Eger liegt rund zwei Kilometer südlich; der Scheidebach, hier als Sázek bezeichnet, fließt direkt am Ort vorbei. Die deutsch-tschechische Grenze liegt rund zehn Kilometer nordwestlich Richtung Bad Brambach. Die gleichnamige Gemarkung umfasst eine Fläche von 1,89 km².

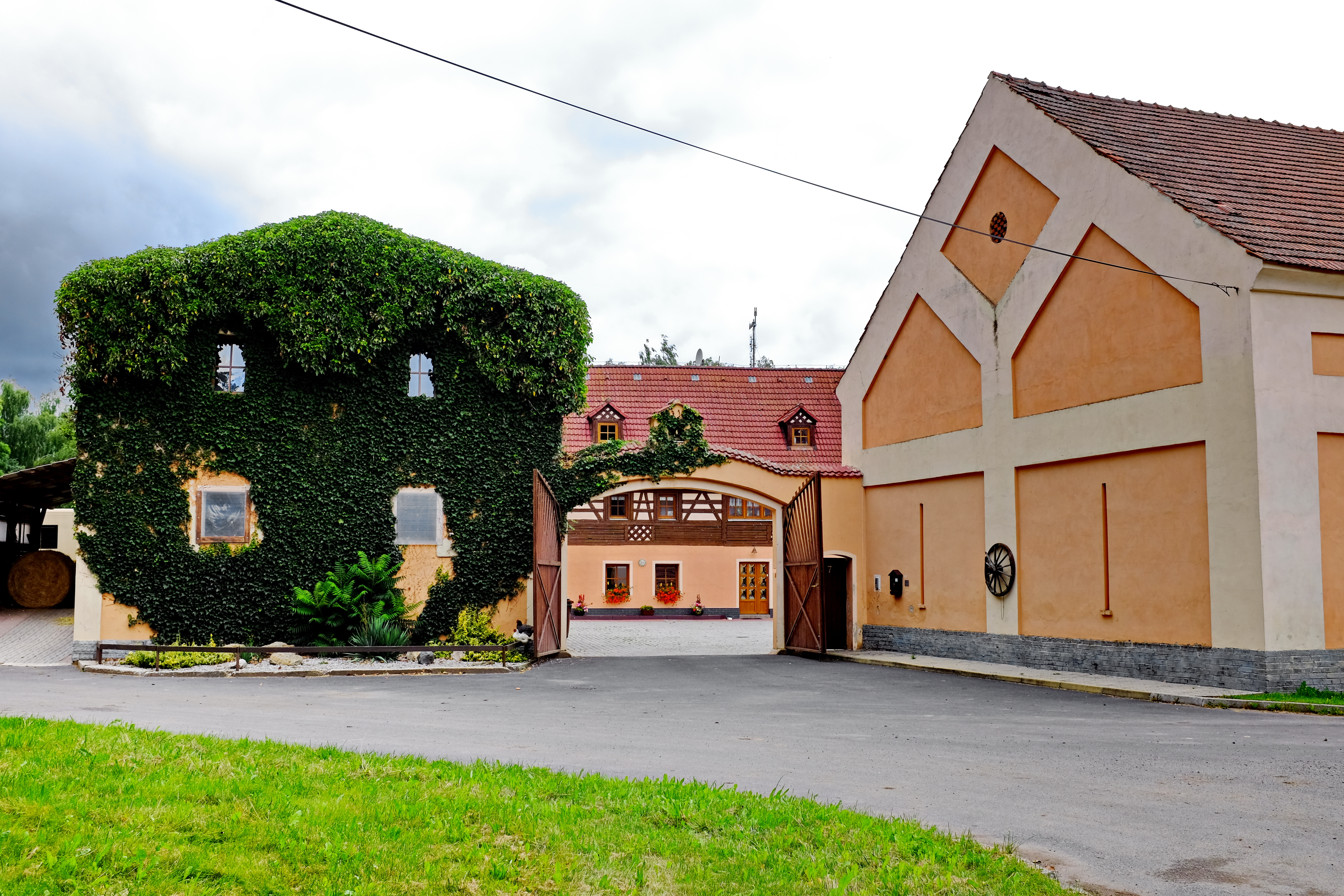
Blick in die Ortslage

## Geschichte
Erstmals erwähnt wurde der Ort Ensenbruck 1292. Zuletzt lebten 2011 18 Personen im Ort, darunter vier Kinder unter 14 und eine Person über 64.
| Jahr      | 1869 | 1880 | 1890 | 1900 | 1910 | 1921 | 1930 | 1950 | 1961 | 1970 | 2001 | 2011 |
| --------- | ---- | ---- | ---- | ---- | ---- | ---- | ---- | ---- | ---- | ---- | ---- | ---- |
| Einwohner | 68   | 88   | 72   | 58   | 57   | 54   | 52   | 38   | 23   | 12   | 9    | 18   |
| Häuser    | 8    | 9    | 9    | 9    | 9    | 9    | 9    | 11   | –    | 4    | 6    | 6    |

## Belege
1. ↑  STATISTICKÝ LEXIKON OBCÍ ČESKÉ REPUBLIKY 2013 Podle správního rozdělení k 1.1. 2013 a výsledků sčítání lidu, domů a bytů k 26. březnu 2011 Zpracoval Český statistický úřad ve spolupráci s Ministerstvem vnitra ČR. 1. Januar 2013, S. 269, abgerufen am 19. März 2024 (tschechisch).
2. ↑  https://www.czso.cz/documents/10180/20537734/130084150411.pdf/